# Лопес, Луис Фернандо
Луис Фернандо Лопес Эрасо (исп. Luis Fernando López Erazo; род. 3 июня 1979, Пасто) — колумбийский легкоатлет, специалист по спортивной ходьбе. Выступал за сборную Колумбии по лёгкой атлетике в 1998—2017 годах, чемпион мира, чемпион Южной Америки, чемпион Игр Центральной Америки и Карибского бассейна, чемпион Боливарианских игр, обладатель бронзовой медали Панамериканских игр, участник четырёх летних Олимпийских игр.

## Биография
Луис Фернандо Лопес родился 3 июня 1979 года в городе Пасто департамента Нариньо.
Впервые заявил о себе в лёгкой атлетике на международном уровне в сезоне 1998 года, когда вошёл в состав колумбийской национальной сборной и выступил на юниорском южноамериканском первенстве в Кордове, где выиграл серебряную медаль в зачёте ходьбы на 10 000 метров.
В 2003 году в дисциплине 20 км финишировал девятым на Панамериканском кубке по спортивной ходьбе в Чула-Висте и четвёртым на Панамериканских играх в Санто-Доминго.
В 2004 году получил серебро на чемпионате Южной Америки в Лос-Анхелесе, занял 38-е место на Кубке мира в Наумбурге. Благодаря череде удачных выступлений удостоился права защищать честь страны на летних Олимпийских играх в Афинах — в дисциплине 20 км показал результат 1:26:34, расположившись в итоговом протоколе соревнований на 24-й строке.
В 2005 году стал серебряным призёром на Панамериканском кубке в Лиме и бронзовым призёром на чемпионате Южной Америки в Кали, занял 12-е место на чемпионате мира в Хельсинки и четвёртое место на Боливарианских играх в Армении.
В 2006 году получил серебряную награду на чемпионате Южной Америки в Кочабамбе, одержал победу на Играх Центральной Америки и Карибского бассейна в Картахене, тогда как на Кубке мира в Ла-Корунье был дисквалифицирован.
В 2007 году взял бронзу на Панамериканском кубке в Балнеариу-Камбориу, получил дисквалификацию на Панамериканских играх в Рио-де-Жанейро, занял 22-е место на чемпионате мира в Осаке.
В 2008 году победил на чемпионате Южной Америки в Куэнке, показал 23-й результат на Кубке мира в Чебоксарах. На Олимпийских играх в Пекине в дисциплине 20 км с результатом 1:20:59 финишировал девятым.
В 2009 году был лучшим на Панамериканском кубке в Сан-Сальвадоре, на чемпионате Южной Америки в Лиме и на Боливарианских играх в Сукре, в то время как на чемпионате мира в Берлине с личным рекордом 1:20:03 пришёл к финишу пятым.
На Кубке мира 2010 года в Чиуауа стал четвёртым в личном зачёте 20 км. На Играх Центральной Америки и Карибского бассейна в Маягуэсе выиграл серебряную медаль, уступив только мексиканцу Эдеру Санчесу.
В 2011 году победил на Панамериканском кубке в Энвигадо, взял бронзу на Панамериканских играх в Гвадалахаре. На чемпионате мира в Тэгу изначально завоевал бронзовую награду, но впоследствии в связи с допинговой дисквалификацией опередивших его россиян Валерия Борчина и Владимира Канайкина переместился в итоговом протоколе на первую позицию, став таким образом чемпионом мира.
На Кубке мира 2012 года в Саранске занял 49-е место. Находясь в числе сильнейших ходоков Колумбии, отправился на Олимпийские игры в Лондон, но на сей раз в ходьбе на 20 км был дисквалифицирован.
В 2013 году показал 21-й результат на Панамериканском кубке в Гватемале, тогда как на чемпионате мира в Москве сошёл с дистанции.
В 2014 году занял 12-е место на IAAF Race Walking Challenge в Чиуауа и 34-е место на Кубке мира в Тайцане.
На чемпионате мира 2015 года в Пекине на дистанции 50 км с результатом 3:55:43 закрыл двадцатку сильнейших.
Выполнив олимпийский квалификационный норматив (1:24:00), благополучно прошёл отбор на Олимпийские игры 2016 года в Рио-де-Жанейро — в ходьбе на 20 км показал результат 1:22:32 и занял итоговое 29-е место.
После Олимпиады в Рио Лопес ещё в течение некоторого времени оставался действующим спортсменом и продолжал принимать участие в крупнейших международных стартах. Так, в 2017 году он отметился выступлением на чемпионате мира в Лондоне — здесь в ходьбе на 50 км сошёл с дистанции.